# Bruno Gregoretti (CP 920)
Die Bruno Gregoretti (Kennung: CP 920) ist ein Patrouillen- und Versorgungsschiff der italienischen Küstenwache.

## Geschichte
Die Megaride-Werft in Neapel erhielt am 23. Dezember 2009 den Bauauftrag für das über 2.000 Tonnen verdrängende Einzelschiff, das am 14. Oktober 2011 vom Stapel lief und 2014 in Dienst gestellt wurde. Es übernimmt Aufgaben in den Bereichen Seenotrettung, Fischereischutz und Versorgung.
Der Entwurf war auch die Grundlage für zwei verbesserte Schiffe der Dattilo-Klasse, die Luigi Dattilo (CP 940) und die Ubaldo Diciotti (CP 941). Diese haben anders als die Gregoretti einen Helipad. Die drei Schiffe sind derzeit die größten der Guardia Costiera.
Die Bruno Gregoretti ist das zweite Schiff der Küstenwache mit diesem Namen. Von 1972 bis 2008 stand mit der Bruno Gregoretti (CP 312) ein auf der Schiffs- und Bootswerft Schweers in Bardenfleth gebauter Seenotrettungskreuzer im Dienst der Küstenwache. Bruno Gregoretti war ein Offizier der italienischen Küstenwache, der im Februar 1943 vor Pelješac fiel.
Im August 2019 untersagte der damalige Innenminister Matteo Salvini dem Schiff mit 130 geretteten Schiffbrüchigen an Bord die Einfahrt in den Hafen von Augusta, um die europäischen Regierungen in der Frage der solidarischen Flüchtlingsaufnahme unter Druck zu setzen. Die teilweise minderjährigen Migranten mussten unter miserablen hygienischen Zuständen auf dem Schiff ausharren. Ein Gericht in Catania ermittelt daher wegen Amtsmissbrauch und schwerer Freiheitsberaubung (Art. 605) gegen Salvini, dessen Immunität aufgehoben wurde.